# Nuklearna elektrana Grafenrheinfeld
Nuklearna elektrana Grafenrheinfeld (njem. Kernkraftwerk Grafenrheinfeld, ili KKG) je nuklearna elektrana smještena na rijeci Rajni, u blizini mjesta Grafenrheinfeld, u općini Schweinfurt (njemačka savezna pokrajina Bavarska). Gradnja elektrane je trajala od 1975. do 1981., a cijena radova je iznosila oko 2,5 milijarde njemačkih maraka. Nuklearna elektrana Grafenrheinfeld ima samo jedan nuklearni reaktor i to tlačni reaktor PWR, s izlaznom snagom na elektroenergetski sustav od 1 345 MW, koji je svoju prvu kritičnost postigao 9. prosinca 1981. Operator ove elektrane je E.ON sa sjedištem u Hannoveru. U nuklearnoj elektrani se vide dva rashladna tornja visine 143 metra. Unutar elektrane nalazi se i privremeno odlagalište za potrošeno nuklearno gorivo (Njemačka nema stalno odlagalište radioaktivnog otpada u kojem bi se uskladištilo za milijun godina). Prema planu Nuklearna elektrana Grafenrheinfeld bi se trebala zatvoriti 2015. 
Tehnički podaci za Nuklearni reaktor Grafenrheinfeld:
| Nuklearni reaktor     | Vrsta reaktora     | Nazivna snaga | Maksimalna snaga | Gradnja započela  | Spojen na elektroenergetski sustav | Prisutan na tržištu | Zatvaranje        |
| --------------------- | ------------------ | ------------- | ---------------- | ----------------- | ---------------------------------- | ------------------- | ----------------- |
| Grafenrheinfeld (KKG) | tlačni reaktor PWR | 1 275 MW      | 1 345 MW         | 1. siječnja 1975. | 30. prosinca 1981.                 | 17. lipnja 1982.    | (planirano 2015.) |

## Njemačka odluka o prijevremenom zatvaranju svih nuklearki do 2022.
Njemačka je vlada 30. svibnja 2011. objavila svoju odluku o zatvaranju svih 17 nuklearnih elektrana do 2022. Ista je vlada odmah nakon nesreće u nuklearnoj elektrani Fukushima I zatvorila, tada privremeno, 7 najstarijih nuklearki koje su po dizajnu slične Nuklearnoj elektrani Fukushimi Daiichi (kipući reaktor). Trenutno je obustavljena i osma nuklearka, a najkasnije do 2021. plan je zatvoriti narednih 6 te zadnje 3 godinu poslije. 
Službenu izjavu o zatvaranju prati i najava velikih promjena u njemačkom elektroenergetskom sustavu, smanjivanje potrošnje električne energije za 10 % i jasno još veće oslanjanje na obnovljive izvore energije u iznosu od 35 % do 2022. Premda je ovo više nego tehnički izazovno, jer Njemačka već vrlo racionalno troši električnu energiju i ima natprosječno veliki udio korištenja varijabilne i slabo predvidive energije vjetra i Sunca, to je vjerojatno moguće izvesti, ali ostaje za vidjeti uz koju cijenu. Ne samo da će ovime Njemačka imati značajno skuplju električnu energiju, nego je vrlo izvjesno da će trebati uvoziti značajne količine električne energije iz nuklearki u Francuskoj, elektrana na ugljen iz Poljske ili će sama morati graditi dodatne fosilne izvore (time se dakle ponašati upravo suprotno kako svojoj antinuklearnoj orijentaciji, tako i nastojanju da se smanji emisija stakleničkih plinova). Jasno je da će time utjecati i na porast cijene električne energije u regiji. Austrija i Italija su poznate nenuklearne zemlje koje uvoze električnu energiju proizvedenu u nuklearkama susjednih zemalja. Njemački planovi da smanji 40 % emisije CO2 do 2020. ovime za jedne izgledaju realniji, a za druge posve neostvarivi. 
Nuklearne elektrane su 2010. proizvele 22 %električne energije u Njemačkoj, a obnovljivi izvori energije 17% (ostalo su fosilni izvori s dominacijom ugljena). Dodatno povećanje udjela obnovljivih izvora energije na 35% se planira korištenjem energije vjetra, Sunca, hidroenergije, geotermalne energije i biomase iz otpada. Problem za sebe, ekonomski i tehnički, predstavlja činjenica da je većina vjetroelektrana na sjeveru, a industrija i nuklearke na jugu.

### Antinuklearni prosvjedi
Dana 14. ožujka 2011. je nekoliko desetaka tisuća ljudi formiralo ljudski lanac između Nuklearne elektrane Neckarwestheim i Stuttgarta, na prosvjedu kojim su pozivali na zatvaranje te elektrane. Više od 100 000 ljudi sudjelovalo je u antinuklearnim prosvjedima, kojima su pozivali na zatvaranje nuklearnih centrala zbog dramatičnih zbivanja u Japanu, u više od 450 gradova. Prosvjednici smatraju da nijedna od 17 nuklearnih elektrana u Njemačkoj ne bi trebala dobiti radnu dozvolu zbog sigurnosti.

## Slike
- Privremeno odlagalište za potrošeno nuklearno gorivo.
- Toranj za mjerenje meteoroloških prilika i ionizirajuće zračenje.
- Ulaz u Nuklearnu elektranu Grafenrheinfeld.
- Nuklearna elektrana Grafenrheinfeld iz blizine.